# Calliasmata
Calliasmata is een geslacht van kreeftachtigen uit de klasse van de Malacostraca (hogere kreeftachtigen).

## Soorten
- Calliasmata nohochi Escobar-Briones, Camacho & Alcocer, 1997
- Calliasmata pholidota Holthuis, 1973
- Calliasmata rimolii Chace, 1975